# Zabelia integrifolia
Zabelia integrifolia là một loài thực vật có hoa trong họ Kim ngân. Loài này được Gen'ichi Koidzumi mô tả khoa học đầu tiên năm 1915 dưới danh pháp Abelia integrifolia. Năm 1954 Ikuse và Kurosawa chuyển nó sang chi Zabelia.

## Phân bố
Loài này có tại vùng núi Nhật Bản (Honshu, Shikoku, Kyushu), Hàn Quốc.